# Печорська залізниця

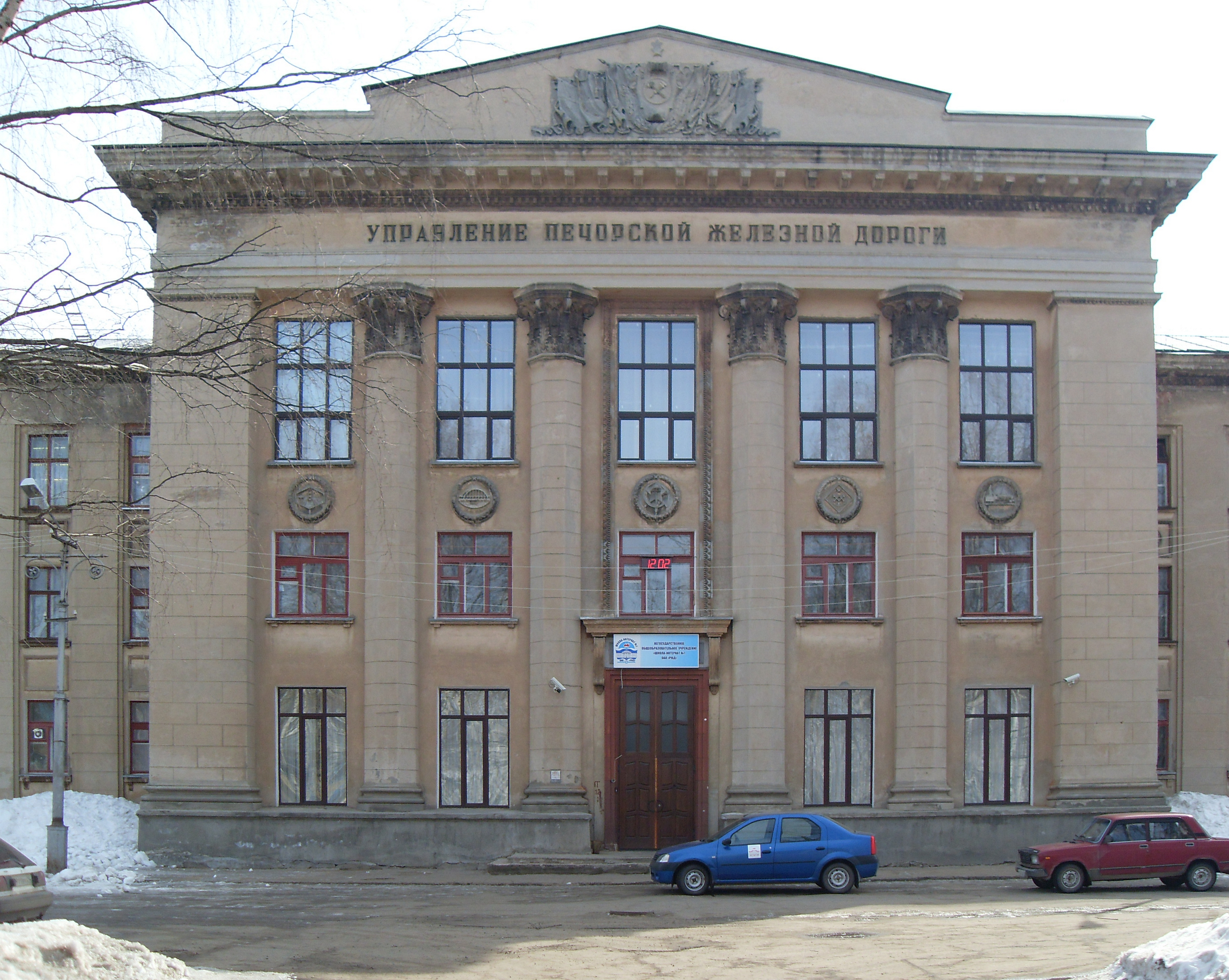
Будівля, в якій раніше перебувало управління Печорської залізниці, м. Котлас

Печо́рська залізни́ця — залізниця, що існувала в СРСР. Прокладена територією Кіровської і Архангельської областей і Комі АРСР.
Залізницю, як територіальну філію, утворено у червні 1942 року, до 1947 року мала назву Північнопечорська залізниця. Загальна довжина залізниці на 1954 рік становила 1953 км. Управління залізниці було розташовано у Котласі. У складі залізниці також були: лінія Коноша — Котлас — Воркута та дистанція Гірсово — Котлас.

## Історія
Будівництво магістралі Котлас — Воркута було розпочато в 1937 та закінчено 28 грудня 1941 року, коли добудовано останню дистанцію Кожва — Воркута і відкрито робочий рух поїздів. Лінії Печорської залізниці побудували в'язні ГУЛАГу переважно в роки Німецько-радянської війни. 1943 року Донбас ще тільки почали звільняти, а Мосбас лежав у руїнах, тому центральним районам країни (які до цього споживали переважно з цих басейнів) доводилося використовувати вугілля Кузбасу, яке привозили за кілька тисяч кілометрів. Ближче лежав Воркутинський вугільний басейн, що зумовило швидкі темпи побудови залізниці та розгортання гірничих робіт. Побудові залізниці сприяло освоєнню родовищ нафти, вугілля, лісових ресурсів Півночі. Регулярний рух поїздів відкрито на лінії Вельськ — Котлас — Печора 1942 року, на лінії Печора — Воркута — 1950 року. Окремі дистанції (Гірсово — Котлас і Коноша — Вельськ) побудовано раніше (у 1897—1899 і 1929—1934 роках відповідно) як Котласька лінія Перм-Котласької залізниці та лісовозна лінія місцевого значення відповідно.

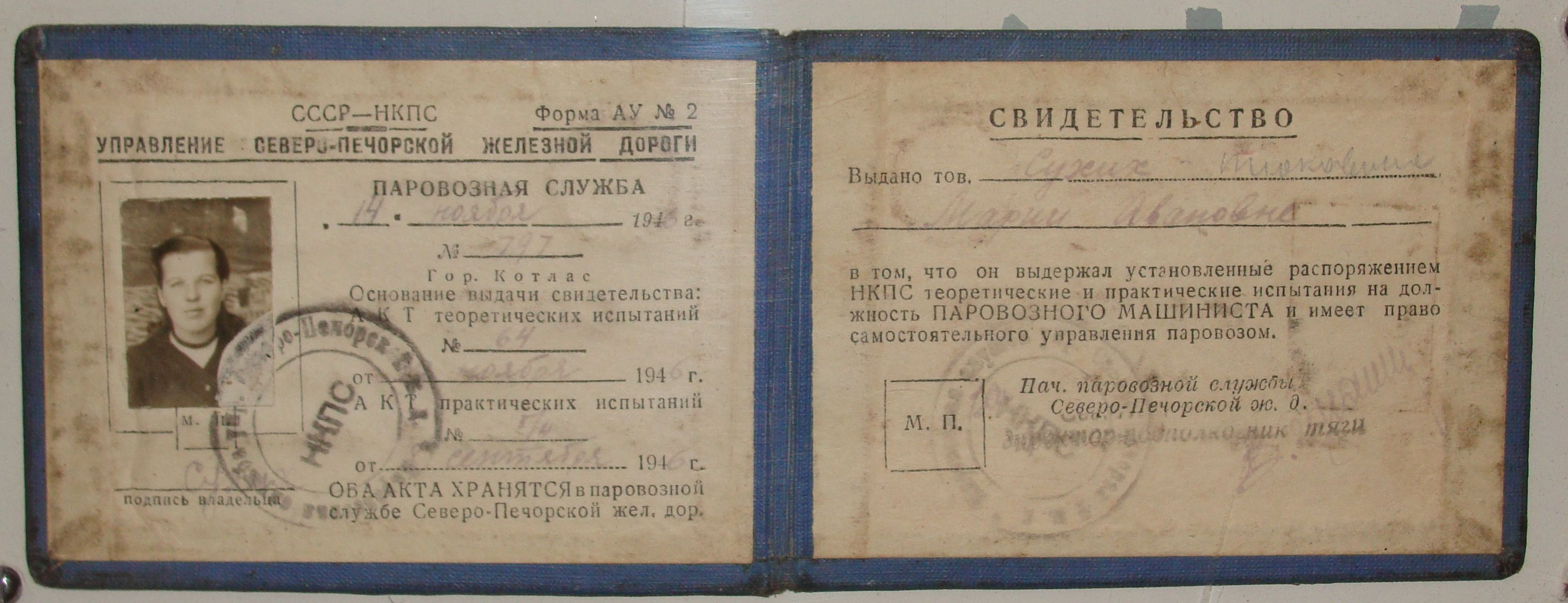
Свідоцтво машиніста, видане управлінням Північнопечорської залізниці

Основний вантаж, що перевозили залізницею: кам'яне вугілля, нафта, ліс, мінеральні будівельні матеріали.
Залізниця видавала багатотиражну газету «Печорська магістраль».
Для завершення будівництва залізниці терміново демонтовано і перекинуто в Комі АРСР конструкції Палацу Рад, який будувався тоді в Москві, а також один з мостів через канал Москва-Волга.
В 1959 року Печорська залізниця увійшла до складу Північної залізниці.